# Кліфф Роннінг
Кліффорд Джон Роннінг (англ. Clifford John Ronning; народився 1 жовтня 1965 у м. Бернабі, Британська Колумбія, Канада) — канадський хокеїст, центральний нападник. 
Виступав за «Нью-Вестмінстер Роялс» (ЗХЛ), «Сент-Луїс Блюз», «Пеорія Рівермен» (ІХЛ), ХК «Азіаго» «Ванкувер Канакс», «Фінікс Койотс», «Нашвілл Предаторс», «Лос-Анджелес Кінгс», «Міннесота Вайлд», «Нью-Йорк Айлендерс».
У складі національної збірної Канади учасник чемпіонату світу 1991.
Досягнення
- Срібний призер чемпіонату світу (1991)

Нагороди
- Трофей Боббі Кларка (1985)